# 鵝鑾鼻無線電信局

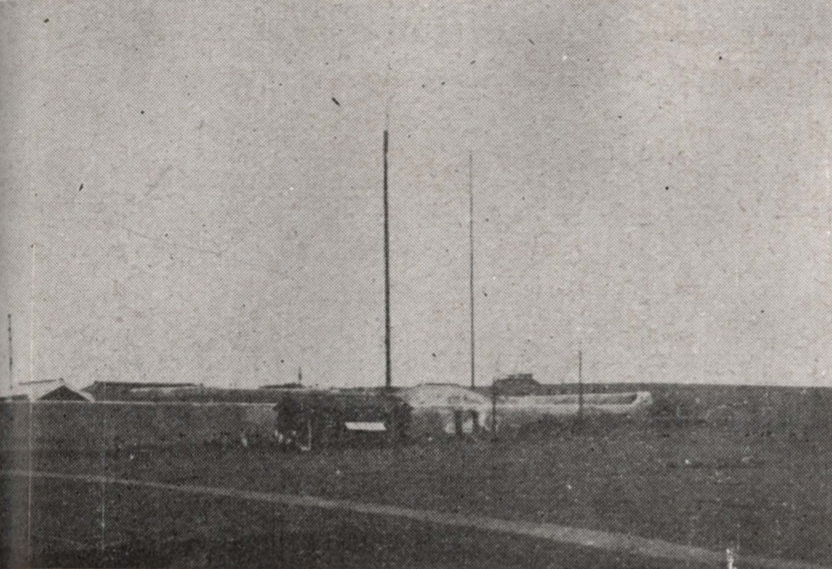
鵝鑾鼻無線電信局

21°55′20″N 120°51′07″E / 21.922194°N 120.851900°E鵝鑾鼻無線電信局是台灣日治時期位於鵝鑾鼻的無線電信局，設置期間為1925年至1937年，負責台灣西南沿海海上船隻的無線通訊業務。其前身為日本海軍使用的無線電信所，曾在日俄戰爭時發生功用；在二戰期間又移交由海軍使用。

## 介紹
鵝鑾鼻無線電信局位於高雄州恆春郡恆春街鵝鑾鼻，在日俄戰爭期間，日本海軍高雄通信隊即在此配置了鵝鑾鼻分遣隊，設置無線電信所，並在俄羅斯艦隊準備經過台灣東部外海時，即時傳遞無線電回報。日俄戰爭結束後，日本海軍省於1906年還在此設置了磚造的八角形海軍望樓。在民間的無線電發展方面，臺灣總督府已於1921年設置了基隆無線電信局，但由於中央山脈阻隔，無法對南方海上通信，與在南洋航行的船隻聯繫有所不便，而台灣西南海面上的無線通訊業務原由鳳山海軍無線電信所負責；直到原本的海軍望樓於1924年3月先由臺灣總督府遞信局保管移轉，並花費22萬5千元將望樓改建，保管條件是在日後軍事所需時仍需由海軍管制。臺灣總督府於1925年12月16日設置「鵝鑾鼻無線電信局」，將鳳山海軍無線電信所的業務轉至此處，開始船舶通信業務，但不辦理電報配送事務，但可在內臺間與澎湖間的海底纜線不通的時候，與靜岡縣大瀬崎和澎湖廳馬公的電信局一同代替一般電信傳遞的業務。
鵝鑾鼻無線電信局1937年4月撤廢，其業務移轉至同時在臺南市鹽埕新設的臺南無線電信局，鵝鑾鼻無線電信局則改由日本海軍高雄通信隊鵝鑾鼻分遣隊管轄。鵝鑾鼻無線電信局在二戰後的接收過程不詳，後來於1955年在原址北側設置了「恆春導航台」，負責維護航路，成為交通部民航局恆春助航台前身。